# 요시카르올라
요시카르올라(러시아어: Йошка́р-Ола́, 마리어: Йошкар-Ола)는 러시아 마리옐 공화국의 수도로 인구는 258,200명(2004년)이다.
요시카르올라의 의미는 마리어로 "붉은 마을"이라는 뜻이다.
고등교육 기관이나 극장이 있다. 기계 제조, 자동차 제조 등이 발달해 있다.

## 역사
1584년에 건설되었고, 1781년에 도시로 지정되었다.
원래는 차료보콕샤이스크(Царёвококшайск)로 부르고 있었다. 1919년에 크라스노콕샤이스크(Краснококшайск)로 개칭되었고, 1927년 이후에는 요슈카르올라로 개칭되었다.
1918년부터 1920년에 걸친 러시아 내전에서 요슈카르올라는 백군의 거점이 되었다.
1990년에는 러시아의 역사적인 도시로 인정되었다.

## 우호 도시
- 솜버트헤이(헝가리)
- 부르주(프랑스)
- 프린스턴(미국, 웨스트버지니아주)